# Raitenbuch
Raitenbuch település Németországban, azon belül Bajorországban. Lakosainak száma 1236 fő (2023. december 31.). Raitenbuch Weißenburg in Bayern, Nennslingen, Schernfeld, Pollenfeld, Burgsalach és Titting községekkel határos.

## Népesség
A település népessége az elmúlt években az alábbi módon változott:
| Lakosok száma | 471  | 643  | 938  | 1011 | 1174 | 1192 | 1201 | 1202 | 1207 | 1236 |
|               | 1875 | 1950 | 1975 | 1987 | 2012 | 2014 | 2016 | 2017 | 2021 | 2023 |